# روبرتو رومانو
روبرتو رومانو (بالفرنسية: Roberto Romano)‏ (و. 1962  م) هو لاعب هوكي الجليد من كندا، وإيطاليا، ولد في مونتريال، مركز لعبه هو حارس مرمى ‏.

## روابط خارجية
- روبرتو رومانو على موقع دوري الهوكي الوطني (الإنجليزية)
- روبرتو رومانو على موقع EliteProspects.com (الإنجليزية)
- روبرتو رومانو على موقع Eurohockey.com (الإنجليزية)
- روبرتو رومانو على موقع HockeyDB.com (الإنجليزية)
- روبرتو رومانو على موقع Hockey-Reference.com (الإنجليزية)